# Chamblac
Chamblac o Le Chamblac es una localidad y comuna francesa situada en la región de Alta Normandía, departamento de Eure, en el distrito de Bernay y cantón de Broglie.

## Demografía
| 359 | 342 | 351 | 327 | 336 | 376 |
| Para los censos de 1962 a 1999 la población legal corresponde a la población sin duplicidades (Fuente: INSEE [Consultar]) |     |     |     |     |     |

## Administración

### Entidades intercomunales
Chamblac está integrada en la Communauté de communes du canton de Broglie. Además forma parte de diversos sindicatos intercomunales para la prestación de diversos servicios públicos:
- S.I.V.O.M du canton de Broglie
- S.A.E.P de Broglie
- S.A.E.P de la région de Saint Aubin le Vertueux
- Syndicat de l'électricité et du gaz de l'Eure (SIEGE)

### Riesgos
La prefectura del departamento de Eure incluye la comuna en la previsión de riesgos mayores por la presencia de cavidades subterráneas .